# Pedro Brito Guimarães
Pedro Brito Guimarães (Buriti, 22 febbraio 1954) è un arcivescovo cattolico brasiliano, dal 20 ottobre 2010 arcivescovo metropolita di Palmas.

## Biografia

### Formazione e ministero sacerdotale
Dopo essere entrato nel seminario maggiore di Fortaleza nel 1979, nel 1982 si è trasferito a Roma per completare i corsi teologici presso la Pontificia Università Gregoriana. È stato ordinato sacerdote il 26 gennaio 1986. Ha ricoperto il ruolo di rettore del seminario minore diocesano e docente del seminario maggiore regionale a Teresina. Dopo essere ritornato a Roma, ha conseguito il dottorato in teologia dogmatica alla Pontificia Università Gregoriana. Nel 1995 è stato nominato rettore del seminario regionale di Teresina. Ha ricoperto anche il ruolo di giudice del tribunale ecclesiastico regionale Nord-Est 4.

### Ministero episcopale
Il 17 luglio 2002 papa Giovanni Paolo II lo ha nominato vescovo di São Raimundo Nonato. Il 14 settembre 2002 ha ricevuto la consacrazione episcopale dalle mani del vescovo Augusto Alves da Rocha, co-consacranti l'arcivescovo di Teresina Celso José Pinto da Silva e il vescovo emerito di São Raimundo Nonato Cândido Lorenzo González.
In seno alla Conferenza episcopale brasiliana è stato presidente della commissione esecutiva del II Congresso Vocazionale Nazionale nel 2004, membro della commissione episcopale pastorale per l’azione missionaria e per la cooperazione interecclesiale e responsabile della commissione della Liturgia del regionale "Nordeste 4" della C.N.B.B.
Il 20 ottobre 2010 papa Benedetto XVI lo ha nominato arcivescovo metropolita di Palmas. Ha preso possesso dell'arcidiocesi il successivo 17 dicembre. 

## Genealogia episcopale e successione apostolica
La genealogia episcopale è:
- Cardinale Scipione Rebiba
- Cardinale Giulio Antonio Santori
- Cardinale Girolamo Bernerio, O.P.
- Arcivescovo Galeazzo Sanvitale
- Cardinale Ludovico Ludovisi
- Cardinale Luigi Caetani
- Cardinale Ulderico Carpegna
- Cardinale Paluzzo Paluzzi Altieri degli Albertoni
- Papa Benedetto XIII
- Papa Benedetto XIV
- Papa Clemente XIII
- Cardinale Marcantonio Colonna
- Cardinale Giacinto Sigismondo Gerdil, B.
- Cardinale Giulio Maria della Somaglia
- Cardinale Carlo Odescalchi, S.I.
- Vescovo Eugène de Mazenod, O.M.I.
- Cardinale Joseph Hippolyte Guibert, O.M.I.
- Cardinale François-Marie-Benjamin Richard
- Cardinale Pietro Gasparri
- Cardinale Clemente Micara
- Arcivescovo Armando Lombardi
- Vescovo Edilberto Dinkelborg, O.F.M.
- Vescovo Augusto Alves da Rocha
- Arcivescovo Pedro Brito Guimarães

La successione apostolica è:
- Vescovo João Kot, O.M.I. (2014)
- Vescovo Wellington de Queiroz Vieira (2017)